# 安塔納斯·明克維丘斯
安塔納斯·明克維丘斯（1900年5月30日—1998年11月28日）是立陶宛的一名真菌學家與植物學家，研究領域為立陶宛的植物與真菌，長期任教於維爾紐斯大學，並任職於立陶宛科學院，撰有多本真菌學與植物學書籍。

## 生平
安塔納斯·明克維丘斯出生於阿蘭塔鄉吉爾斯泰蒂什基斯，年輕時曾在考那斯植物園（今維陶塔斯馬格努斯大學植物園）工作，1928年畢業於立陶宛大學（今維陶塔斯馬格努斯大學），期間曾在校擔任講師，1930年至1932年赴瑞士蘇黎世做研究，隨後回到維陶塔斯馬格努斯大學，1938年（一說1937年）獲特許任教資格博士。1940年起明克維丘斯長期任教於維爾紐斯大學，擔任植物學系系主任超過20年，在校內教授真菌學、植物學與植物病理學等，1994年獲榮譽教授稱號。在維爾紐斯大學擔任教授的同時明克維丘斯也在立陶宛科學院任職，1945年至1950年間還擔任立陶宛科學院生物學研究所植物學部門的負責人，1959年至1961年任植物學研究所植物病理部門負責人，1961年至1963年為立陶宛科學院自然科學部門的書記，領導整個部門。
明克維丘斯於1998年逝世，葬於維爾紐斯的安塔卡尼斯墓園。其子為地理學家维陶塔斯·明克維丘斯。

## 研究與著作
明克維丘斯的研究領域為立陶宛的苔蘚、地衣、真菌與藻類等生物，曾參與編寫1934年出版的《立陶宛植物介紹》（Vadovas Lietuvos augalams pažinti）、1938年出版的《立陶宛植物學辭典》（Lietuviško botanikos žodyno）、1983年出版的《立陶宛地衣概論》（Vadovas Lietuvos kerpėms pažinti）以及1991年、1993年出版的《立陶宛菇類》（Lietuvos grybai，與米爾達·伊格納塔維秋特合著），另外還著有《植物病理學概論》（Fitopatologijos pagrindai，1948年出版）、《樹木與灌木的真菌疾病》（Medžių ir krūmų grybinės ligos，1950年出版）、《立陶宛森林、草原與溼地苔蘚概論》（Vadovas Lietuvos TSR miškų, pievų ir pelkių samanoms pažinti，1955年出版）、《立陶宛蘇維埃社會主義共和國的鏽菌介紹》（Определитель ржавчинных грибов Литовской ССР，俄文書籍，1984年出版）等，他分別於1959年與1981年兩度獲立陶宛苏维埃社会主义共和国国家獎，並於1961年獲選立陶宛科學院通訊院士。

## 紀念
2000年，立陶宛科學院為紀念明克維丘斯的百歲誕辰而舉辦了一場紀念研討會，同年維爾紐斯大學校園內設立了紀念他的牌匾。2002年發表、生長在夏櫟枯枝上的新種真菌Scolicosporium minkeviciusii種小名即為紀念安塔納斯·明克維丘斯。